# وولینگ
وولینگ (به انگلیسی: Wuling) شرکت خودروسازی چینی است، که در سال ۱۹۹۸ تأسیس شد. این شرکت زمینه تولید خودروهای برقی، کامیون و اتوبوس فعالیت می‌نماید.
در سال ۲۰۰۱ شرکت وولینگ، با مشارکت شرکت صنایع خودروسازی شانگهای اقدام به تأسیس سایک وولینگ اتومبیل نمود. یک سال بعد، جنرال موتورز نیز به این مشارکت اضافه شد و شرکت جدید سایک-جی‌ام-وولینگ نام گرفت.